# Сърбени (община)
Община Сърбени (на румънски: Comuna Sârbeni) е разположена в окръг Телеорман, Румъния. Състои се от 3 населени места. Неин административен център е село Сърбени.

## Население
Численост на населението според преброяванията през годините, по населени места:
| Година | Община Сърбени | с. Сърбени | с. Уден | с. Сърбени де Жос |
| 1992   | 2137           | 998        | 733     | 406               |
| 2002   | 1789           | 839        | 616     | 334               |
| 2011   | 1617           | 773        | 542     | 302               |

### Българи
В общината има значително население от български етнически произход. В село Уден българите са мнозинство.